# Elżbieta Romanowa
Elżbieta Piotrowna Romanowa, ros. Елизавета Петровна; ur. 18 grudnia?/29 grudnia 1709 w Kołomieńskiem, zm. 25 grudnia 1761?/5 stycznia 1762 w Petersburgu) – cesarzowa Imperium Rosyjskiego w latach 1741–1762, młodsza córka Piotra I Wielkiego i cesarzowej Katarzyny I.

## Życiorys
Elżbieta urodziła się w 1709 r. w podmoskiewskim Kołomienskim, kilka lat przed zawarciem przez jej rodziców oficjalnego małżeństwa. Miała ośmioro rodzeństwa, ale tylko urodzona w 1708 r. Anna dożyła wieku dojrzałego. Elżbieta była dobrze wykształcona, znała języki: francuski, niemiecki i włoski. Próbowano wydać ją za mąż za króla Francji Ludwika XV, jednak nic z tego nie wyszło, być może ze względu na budzące kontrowersje okoliczności narodzin Elżbiety – jej rodzice wzięli ślub dopiero w 1712 r.
W 1725 r. zmarł jej ojciec, który nie wyznaczył następcy tronu. Cesarzową została jej matka, Katarzyna I. W 1727 r. Katarzyna na łożu śmierci, pod wpływem swego kochanka Aleksandra Mienszykowa, wyznaczyła na swojego następcę wnuka Piotra I i jego pierwszej żony Eudoksji – małoletniego Piotra II. Nie są znane powody, dla których umierająca Katarzyna I wydziedziczyła swoje córki, jednak musiało być to dla nich ciężkie przeżycie. Zgodnie z testamentem Katarzyny, Anna i Elżbieta mogły się upomnieć o tron Rosji dopiero po śmierci Piotra II i jego potomków.
Andriej Uszakow, który od kilku lat zajmował się wychowaniem Piotra II sugerował nawet poślubienie przez niego Elżbiety, która była jego ciotką (przyrodnią), jednak po śmierci Katarzyny I ten pomysł upadł.
Car Piotr II umarł w wieku 15 lat w 1730 r., nie pozostawiając następcy (jego narzeczona Jekatarina Dołgorukowa kilka miesięcy po jego śmierci urodziła córkę). Kanclerz Gawriił Gołowkin twierdził, że tron zgodnie z testamentem Katarzyny I należy się Elżbiecie (jej siostra Anna zmarła w 1728 r.). Również metropolita Teofan Prokopowicz opowiadał się za kandydaturą Elżbiety. Ostatecznie Najwyższa Tajna Rada doszła do porozumienia, odrzucając kandydaturę Elżbiety z powodu jej nieślubnego pochodzenia i obierając na cesarzową Annę Iwanownę, kuzynkę Elżbiety.
Elżbieta została imperatorową w wyniku przewrotu pałacowego skierowanego przeciwko panoszącym się na dworze carskim wielkorządcom niemieckim, sprawującym regencję nad nieletnim Iwanem VI (1740–1741). Pozbawiła władzy nielicznych Niemców piastujących wysokie urzędy, choć nadal utrzymały się wpływy niemieckie.
Cesarzowa znacznie poszerzyła przywileje dla dworianstwa. Odtąd dworianie mogli m.in. zsyłać chłopów za różne przewinienia na Syberię – lecz tylko w wieku do 45 lat i sprawnych do pracy. Chodziło bowiem o zasiedlenie i zagospodarowanie nowo zdobytych terytoriów azjatyckich. Zniesione zostały dotychczasowe wewnętrzne cła, wpływające niekorzystnie na handel, wiele zrobiono w dziedzinie oświaty i kultury. Za panowania Elżbiety wzniesiono m.in. barokowy Pałac Zimowy – rezydencję carów w Sankt Petersburgu. Założyła też Imperatorski Uniwersytet Moskiewski.
W 1751 r. caryca zabroniła używania tortur w sprawach śledztw kryminalnych i zniosła karę śmierci. Zakazała również moskwianom trzymania domowych i pałacowych niedźwiedzi, w dzień siedzących na łańcuchu i ryczących na przechodniów, a nocą wypuszczanych na swobodę do miasta.
W 1757 r. Rosja włączyła się do wojny siedmioletniej toczonej przeciwko Królestwu Prus przez Monarchię Habsburgów i Królestwo Francji. W sierpniu 1757 wojska rosyjskie pokonały Prusaków pod Królewcem i zajęły królestwo pruskie, w wyniku czego w grudniu Elżbieta ogłosiła włączenie go do Imperium Rosyjskiego. W dalszym ciągu wojny Rosjanie zajęli tereny od Królewca po Berlin, stwarzając w 1762 r. sytuację bliską kapitulacji króla Prus Fryderyka II. Jednak cesarzowa wkrótce zmarła, zaś jej następca Piotr III nakazał natychmiastowy odwrót zwycięskich wojsk rosyjskich. Wydarzenie to przeszło do historii jako cud domu brandenburskiego.
Następcą, którego Elżbieta wyznaczyła 20 lat przed śmiercią, był syn jej siostry Anny, książę niemieckiego Holsztynu, Piotr III (1763).
Odznaczona była polskim Orderem Orła Białego oraz pruskim Orderem Orła Czarnego. Konny pomnik władczyni znajduje się w Bałtyjsku.

## Genealogia
| Aleksy I ur. 19 III 1629 zm. 29 lub 30 I 1678 | Aleksy I ur. 19 III 1629 zm. 29 lub 30 I 1678 |                                                          |                                                          | Natalia Naryszkina ur. 26 VIII / 1 IX 1651 zm. 25 I / 4 II 1694 | Natalia Naryszkina ur. 26 VIII / 1 IX 1651 zm. 25 I / 4 II 1694 |  |  | Samuel Skowroński 1) ur. ? zm. ? | Samuel Skowroński 1) ur. ? zm. ? |                                                     |                                                     | Elżbieta Moritz ur. ? zm. 1685 | Elżbieta Moritz ur. ? zm. 1685 |
|                                               |                                               |                                                          |                                                          |                                                                 |                                                                 |  |  |                                  |                                  |                                                     |                                                     |                                |                                |
|                                               |                                               |                                                          |                                                          |                                                                 |                                                                 |  |  |                                  |                                  |                                                     |                                                     |                                |                                |
|                                               |                                               | Piotr I Wielki ur. 30 V / 9 VI 1672 zm. 28 I / 8 II 1725 | Piotr I Wielki ur. 30 V / 9 VI 1672 zm. 28 I / 8 II 1725 |                                                                 |                                                                 |  |  |                                  |                                  | Katarzyna I 2) ur. 5 / 15 IV 1685 zm. 6 / 17 V 1727 | Katarzyna I 2) ur. 5 / 15 IV 1685 zm. 6 / 17 V 1727 |                                |                                |
|                                               |                                               |                                                          |                                                          |                                                                 |                                                                 |  |  |                                  |                                  |                                                     |                                                     |                                |                                |
|                                               |                                               |                                                          |                                                          |                                                                 |                                                                 |  |  |                                  |                                  |                                                     |                                                     |                                |                                |
|                                               |                                               |                                                          |                                                          |                                                                 |                                                                 |  |  |                                  |                                  |                                                     |                                                     |                                |                                |

|  |  | hr. Aleksiej Grigorjewicz Razumowski 3) ur. 17 III 1709 zm. 17 VII 1771 OO ok. 1742 | hr. Aleksiej Grigorjewicz Razumowski 3) ur. 17 III 1709 zm. 17 VII 1771 OO ok. 1742 | Elżbieta ur. 29 XII 1709 zm. 5 I 1762 | Elżbieta ur. 29 XII 1709 zm. 5 I 1762 |  |  |  |  |
|  |  |                                                                                     |                                                                                     |                                       |                                       |  |  |  |  |
|  |  |                                                                                     |                                                                                     |                                       |                                       |  |  |  |  |

| 1. prawdopodobnie chłop litewski z Inflant 2. właśc. Marta Skowrońska 3. małżeństwo nie jest pewne |